# Kabinett Deist II
Das Kabinett Deist II bildete die vierte Landesregierung des Freistaates Anhalt 1922 bis 1924 und bildete den 2. Landtag.
Das Kabinett Deist II folgte auf das Kabinett Deist I, welches vom 23. Juli 1919 bis 6. Oktober 1922 eingesetzt war. Ministerpräsident blieb Heinrich Deist, welcher ebenfalls schon Staatsrat im Kabinett Gutknecht und Kabinett Heine gewesen war, und später erneut Kabinettschef im Kabinett Deist III und Kabinett Deist IV wurde.
Nach dem Ende des Kabinetts Deist II regierte bis Ende November 1924 mit dem Kabinett Knorr ein Bündnis aus DNVP und DVP.
| Kabinett Deist II – 6. Oktober 1922 bis 9. Juli 1924 \| Amt \| Name \| Partei \| Zurückliegende Kabinettszugehörigkeit \| \| ----------------- \| ----------------------------- \| ------- \| ------------------------------------- \| \| Ministerpräsident \| Heinrich Deist \| SPD \| seit 8. November 1918 \| \| Staatsräte \| Wilhelm Voigt Dr. Ernst Weber \| SPD DDP \| seit 8. November 1918 - \| |                               |         |                                       |
| Amt | Name                          | Partei  | Zurückliegende Kabinettszugehörigkeit |
| Ministerpräsident | Heinrich Deist                | SPD     | seit 8. November 1918                 |
| Staatsräte | Wilhelm Voigt Dr. Ernst Weber | SPD DDP | seit 8. November 1918 -               |